# Pierfelice Ravenna
Pierfelice Ravenna, född 1938, död 2022, var en chilensk botaniker med italiensk-judisk bakgrund. Han tilldelades The Herbert Medal 1974.
Auktorsnamnet Ravenna kan användas för Pierfelice Ravenna i samband med ett vetenskapligt namn inom botaniken; se Wikipediaartiklar som länkar till auktorsnamnet.